# 154
154 (CLIV) var ett normalår som började en måndag i den julianska kalendern.

## Händelser

### Okänt datum
- De romerska generalerna Sextus Calpurnius Agricola och Lucius Verus blir konsuler i Rom.
- Kung Eupator av Bosporen betalar tribut till Rom på grund av det hot, som alanerna utgör.
- Sedan Pius I har avlidit väljs Anicetus till påve (detta år, 155 eller 157).
- Anicetus träffar Polykarpos av Smyrna för att diskutera Computus, dateringen av påsk i den kristna kalendern.
- Euzois efterträds som patriark av Konstantinopel av Laurentius.
- Detta är det sista året i den östkinesiska Handynastins Yongxing-era.

## Avlidna
- Cornelius av Antiokia, patriark
- Pius I, påve sedan 140, 142 eller 146 (död detta år, 155 eller 157)